# Mrázov
Mrázov (németül Prosau) Teplá településrésze Csehországban a Karlovy Vary-i kerület Chebi járásában. Központi községétől 3 km-re délnyugatra fekszik. A 2001-es népszámlálási adatok szerint 28 lakóháza és 73 lakosa van.